# Square Kilometre Array
El radiotelescopio SKA, abreviatura de Square Kilometre Array, es un radiotelescopio que tendrá una superficie total de aprox. 1 kilómetro cuadrado. Está previsto que trabaje en la gama de frecuencias 0,10–25 GHz, con el fin de conseguir un rango final de frecuencia de 0,06–35 GHz. Gracias a su tamaño será 50 veces más sensible que los instrumentos que se utilizan en la actualidad. Además, permitirá la observación de campos de visión independientes, permitiendo así a diferentes radiastrónomos estudiar de forma simultánea diferentes partes del cosmos. El radiotelescopio SKA permitirá obtener imágenes de las fuentes de radio a distancia utilizando la técnica de interferometría.
El SKA será el instrumento de observación radioastronómica más sensible jamás construido y será capaz de detectar todos los núcleos galácticos activos hasta un corrimiento al rojo de 6, cuando el universo no tenía aún mil millones de años. Con esta herramienta será posible detectar planetas similares a la Tierra a distancias de entre cientos y miles de años luz. Para ello el complejo contará con aprox. 3.000 telescopios, de 15 metros de diámetro cada uno.
El radiotelescopio se instalará en territorio de Australia y de Sudáfrica. Sus obras comenzarán en 2016 y no concluirán hasta 2020.